# Southwire
Southwire est une entreprise américaine spécialisée dans la production de câbles. 

## Histoire
En décembre 2013, Southwire annonce l'acquisition de Coleman Cable pour 492 millions de dollars, lui permettant d'augmenter sa présence notamment dans le secteur des câbles pour le secteur du bâtiment, de l'énergie ou de l'automobile.
En septembre 2016, Southwire acquiert United Copper Industries, entreprise basée au Texas.